# Новожизненское сельское поселение (Волгоградская область)
Новожи́зненское се́льское поселе́ние — муниципальное образование в Городищенском районе Волгоградской области.
Административный центр — посёлок Областной сельскохозяйственной опытной стации.

## История
Новожизненское сельское поселение образовано 14 мая 2005 года в соответствии с Законом Волгоградской области № 1058-ОД.

## Население
| 2010  | 2012  | 2013  | 2014  | 2015  | 2016  | 2017  |
| ----- | ----- | ----- | ----- | ----- | ----- | ----- |
| 1904  | ↗1931 | ↘1916 | ↘1902 | ↘1899 | ↘1880 | ↘1850 |
| 2018  | 2019  | 2020  | 2021  |       |       |       |
| ↗1862 | ↗1889 | ↗1904 | ↘1893 |       |       |       |

## Состав сельского поселения
| № | Населённый пункт                              | Тип населённого пункта          | Население |
| - | --------------------------------------------- | ------------------------------- | --------- |
| 1 | Областной сельскохозяйственной опытной стации | посёлок, административный центр | ↘1893     |